# Schinveld
Schinveld, (en limbourgeois Sjilvend), est un village néerlandais situé dans la commune de Beekdaelen, dans la province du Limbourg néerlandais. Le 1er janvier 2007, le village comptait 4 960 habitants.

## Histoire
Le 1er janvier 1982, la commune de Schinveld fusionne avec celles de Bingelrade, Jabeek et Merkelbeek, pour former la nouvelle commune d'Onderbanken.